# Edwin Zoetebier
Edwin Zoetebier (Purmerend, 7 maggio 1970) è un ex calciatore olandese, di ruolo portiere.

## Carriera
Difende per nove anni la porta del Volendam fino a quando nel 1997 viene ingaggiato dagli inglesi del Sunderland che non lo schiereranno mai in partite di campionato.
Nel 1998 fa ritorno nei Paesi Bassi, per due anni al Feyenoord dove è riserva e fa una sola apparizione nella formazione che vince il Campionato nel 1999. Nel 2000 viene ceduto al Vitesse dove si afferma come titolare, mentre nel 2001 fa ritorno al Feyenoord dove vince la Coppa UEFA 2001-2002 e pochi mesi più tardi viene nominato Portiere olandese dell'anno.
Nel 2004 si trasferisce al PSV dove fa la riserva per due stagioni (vince una KNVB beker), prima di accasarsi al NAC Breda dove chiuderà la carriera nel 2008.

## Palmarès

### Club

#### Competizioni nazionali
- Campionato olandese: 1

Feyenoord: 1998-1999
- Coppa dei Paesi Bassi: 1

PSV: 2004-2005

#### Competizioni internazionali
- Coppa UEFA: 1

Feyenoord: 2001-2002

### Individuale
- Portiere dell'anno dell'Eredivisie: 1

2002